# Stenoporpia asymmetra
Stenoporpia asymmetra là một loài bướm đêm trong họ Geometridae.